# 津德尔大区
津德爾大區（Région de Zinder）是尼日爾的一個大區，位於該國南部。南鄰奈及利亞。面積145,430平方公里，2001年人口2,080,250人。首府津德爾。下分5省。
1. ↑   (PDF).   [2025-02-03]. （原始内容存档 (PDF)于2019-02-04）.
2. ↑  . hdi.globaldatalab.org.   [2018-09-13]. （原始内容存档于2018-09-23） （英语）.